# Давньоперська мова
Давньопе́рська мо́ва — одна з двох найдавніших давньоіранських мов, що засвідчена пам′ятками (друга — авестійська мова). Представлена монументальними написами, бюрократичними документами на глиняних табличках, печатками епохи Ахеменідів (близько 600–300 ст. до н. е). Зразки давньоперських написів виявлені на території сучасного Ірану, Іраку, Туреччини та Єгипту.
Була поширена на південному заході Ірану (в історичній області Персія - нині остан Фарс/Парс). Від неї походять сучасні фарсі, таджикі та дарі.

## Мовні риси

### Фонетика і фонологія
Фонологічна система визначається непрямим етимологічним методом. Система голосних представлена трьома парами монофтонгів, протиставлених за тривалістю, та двома парами дифтонгів. Складовий варіант r також відноситься до системи голосних.

#### Голосні
Рання стадія:
- Короткі: /a/ /i/ /u/
- Довгі: /aː/ /iː/ /uː/
- Дифтонги:/ai/ /au/ /āi/ /āu/
- ṛ

Пізня стадія (часи написання маніфестів царів):
- a ā
- i ē āi
- ī
- u ô āu
- ū

#### Приголосні
|              | Губні приголосні | Губні приголосні | Зубні / Ясенні | Зубні / Ясенні | Середньопіднебінні | Середньопіднебінні | Задньоязикові | Задньоязикові | Гортанні | Гортанні |
| ------------ | ---------------- | ---------------- | -------------- | -------------- | ------------------ | ------------------ | ------------- | ------------- | -------- | -------- |
| Проривні     | p /p/            | b /b/            | t /t/          | d /d/          | c /c/              | j /ɟ/              | k /k/         | g /g/         |          |          |
| Носові       |                  | m /m/            |                | n /n/          |                    |                    |               |               |          |          |
| Щілинні      | f /f/            |                  | θ /θ/          |                | ç /ç/              |                    | x /x/         |               | h /h/    |          |
| Сибілянти    |                  |                  | s /s/          | z /z/          | š /ʃ/              |                    |               |               |          |          |
| Ротовані     |                  |                  |                | r /r/          |                    |                    |               |               |          |          |
| Бокові       |                  |                  |                | l /l/          |                    |                    |               |               |          |          |
| Напівголосні |                  | v /ʋ/            |                |                |                    | y /j/              |               |               |          |          |

Ясенний боковий приголосний-апроксимант l зустрічається лише у двох запозичених власних іменах: haldita (ім'я людини) та dubāla (область у Вавилоні).

## Морфологія

### Іменник
Давньоперський корінь:
Існували 3 роди (чоловічий, жіночий та середній), у кожного з котрих були морфологічні показники. За типом відмінювання виділяються іменники на -a,-ā,-i,-ī,-u,-ū,-au і на приголосні (серед котрих можна окремо виділити на -ar).
|            | -a (ч.р.)          | -a (ч.р.) | -a (ч.р.) | -am (ср.р.)  | -am (ср.р.) | -am (ср.р.) | -ā (ж.р.) | -ā (ж.р.) | -ā (ж.р.) |
| Однина     | Двоїна             | Множина   | Однина    | Двоїна       | Множина     | Однина      | Двоїна    | Множина   |           |
| ---------- | ------------------ | --------- | --------- | ------------ | ----------- | ----------- | --------- | --------- | --------- |
| Називний   | -a                 | -ā        | -ā, -āha  | -am          | -ā          | -ā          | -ā        | -ā        | -ā        |
| Окличний   | -ā                 | -ā        | -ā        | -am          | -ā          | -ā          | -ā        | -ā        | -ā        |
| Знахідний  | -am                | -ā        | -ān       | -am          | -ā          | -ān         | -ām       | -ā        | -ā        |
| Орудний    | -ā                 | -aibiyā   | -aibiš    | -ā           | -aibiyā     | -aibiš      | -āyā      | -ābiyā    | -ābiš     |
| Давальний  | -ah(a)yā, -ah(a)ya | -aibiyā   | -aibiš    | -ahyā, -ahya | -aibiyā     | -aibiš      | -āyā      | -ābiyā    | -ābiš     |
| Відкладний | -ā                 | -aibiyā   | -aibiš    | -ā           | -aibiyā     | -aibiš      | -āyā      | -ābiyā    | -ābiš     |
| Родовий    | -ah(a)yā, -ah(a)ya | -āyā      | -ānām     | -ahyā, -ahya | -āyā        | -ānām       | -āyā      | -āyā      | -ānām     |
| Місцевий   | -aiy               | -āyā      | -aišuvā   | -aiy         | -āyā        | -aišuvā     | -āyā      | -āyā      | -āhuvā    |

|            | -iš (ч.р., ж.р.) | -iš (ч.р., ж.р.) | -iš (ч.р., ж.р.) | -iy (ср.р.) | -iy (ср.р.) | -iy (ср.р.) | -ī (ж.р.) | -ī (ж.р.) | -ī (ж.р.) | -uš (ч.р., ж.р.) | -uš (ч.р., ж.р.) | -uš (ч.р., ж.р.) | -uv (с.р.) | -uv (с.р.) | -uv (с.р.) |
| Однина     | Двоїна           | Множина          | Однина           | Двоїна      | Множина     | Однина      | Двоїна    | Множина   | Однина    | Двоїна           | Множина          | Однина           | Двоїна     | Множина    |            |
| ---------- | ---------------- | ---------------- | ---------------- | ----------- | ----------- | ----------- | --------- | --------- | --------- | ---------------- | ---------------- | ---------------- | ---------- | ---------- | ---------- |
| Називний   | -iš              | -īy              | -iya             | -iy         | -in         | -īn         | -īy, -īš  |           | -iya      | -uš              | -ūv              | -uva             | -uv        | -un        | -ūn        |
| Окличний   | -i               | -īy              | -iya             | -iy         | -in         | -īn         |           |           |           | -u               | -ūv              | -uva             | -uv        | -un        | -ūn        |
| Знахідний  | -im              | -īy              | -iš              | -iy         | -in         | -īn         | -īm       |           | -īš (?)   | -um              | -ūv              | -ūn              | -uv        | -un        | -ūn        |
| Орудний    | -auš             | -ībiyā           | -ībiš            | -auš        | -ībiyā      | -ībiš       |           |           |           | -auv, -auš       | -ūbiyā           | -ūbiš            | -auv       | -ūbiyā     | -ūbiš      |
| Давальний  | -aiš             | -ībiyā           | -ībiš            | -aiš        | -ībiyā      | -ībiš       | -īyā      |           |           | -auš             | -ūbiyā           | -ūbiš            | -auš       | -ūbiyā     | -ūbiš      |
| Відкладний | -auš             | -ībiyā           | -ībiš            | -auš        | -ībiyā      | -ībiš       |           |           |           | -auv, -auš       | -ūbiyā           | -ūbiš            | -auv       | -ūbiyā     | -ūbiš      |
| Родовий    | -aiš             | -īyā             | -īnām            | -aiš        | -īyā        | -īnām       | -īyā      |           |           | -auš             | -ūvā             | -ūnām            | -auš       | -ūvā       | -ūnām      |
| Місцевий   | -auv             | -īyā             | -išuvā           | -auv        | -īyā        | -išuvā      |           |           |           | -āvā, auv        | -ūvā             | -ušuvā           | -āvā       | -ūvā       | -ušuvā     |

### Прикметник
Прикметники, як і іменники, змінюються за родом, числом і відмінком. Узгодження з іменником є повним: dātam rāstam «правильний закон», hainā vazarkā «велике чужоземне військо», aniyaibiš bagaibiš «іншими богами».
Порівняльний ступінь прикметників утворюється за допомогою суфіксів -tara-, -θara- , -iyah-, -īyah-, а найвищий ступінь за допомогою -tama-, -išta-
Порівняльний і найвищий ступені прикметників можуть утворюватися від іншої, ніж у позитивного ступеня, основи (іноді — від іншого кореня): tunuva(n)t «сильний, потужний» у найвищому ступені стає tauvīyah; vazarka «великий» — maθišta «найвеличніший»; dūra «далекий» — duvaišta «найдальший».

### Займенники
- Особові

| Особа | Однина | Множина |
| ----- | ------ | ------- |
| 1.    | adam   | vayam   |
| 2.    | tuvam  | -       |
| 3.    | hauv   | -       |

Відмінювання особових займенників
| Відмінок   | Однина   | Множина |
| ---------- | -------- | ------- |
| Називний   | adam     | vayam   |
| Знахідний  | mām, -mā | -       |
| Родовий    | manā     | amāxam  |
| Давальний  | manā     | amāxam  |
| Відкладний | -ma      | -       |

| Відмінок   | Однина       | Множина |
| ---------- | ------------ | ------- |
| Називний   | tuvam (tuva) | -       |
| Знахідний  | θuvam        | -       |
| Родовий    | -taiy        | -       |
| Давальний  | -taiy        | -       |
| Відкладний | -            | -       |

- Присвійні
- Вказівні

Той, та, те.
| Відмінок   | М.р.    | Ж.р. | Ср.р.   |
| ---------- | ------- | ---- | ------- |
| Назвиний   | hauv    | hauv | ava     |
| Знахідний  | avam    | avām | ava     |
| Родовий    | avahayā | -    | avahayā |
| Давальний  | avahayā | -    | avahayā |
| Відкладний | avanā   | -    | avanā   |
| Орудний    | avanā   | -    | avanā   |

| Відмінок  | М.р.    | Ж.р. | Ср.р. |
| --------- | ------- | ---- | ----- |
| Назвиний  | avaiy   | *avā | avā   |
| Знахідний | avaiy   | *avā | avā   |
| Родовий   | avaišam | -    | -     |
| Давальний | avaišam | -    | -     |

Цей, ця, це.
| Відмінок   | М.р. | Ж.р.     | Ср.р. |
| ---------- | ---- | -------- | ----- |
| Назвиний   | iyam | iyam     | ima   |
| Знахідний  | imam | imām     | ima   |
| Родовий    | -    | ahayāyā  | -     |
| Давальний  | -    | ahayāyāʰ | -     |
| Відкладний | anā  | -        | -     |
| Местный    | -    | ahayāyā  | -     |

| Відмінок   | М.р.    | Ж.р. | Ср.р.   |
| ---------- | ------- | ---- | ------- |
| Назвиний   | imaiy   | imā  | imā     |
| Знахідний  | imaiy   | imā  | imā     |
| Родовий    | imaišam | -    | -       |
| Давальний  | imaišam | -    | -       |
| Відкладний | -       | -    | imaibiš |
| Орудний    | -       | -    | imaibiš |

- Питальні
- Неозначені
- Від'ємні
- Відносні

Який, яка, яке.
| Відмінок   | М.р.   | Ж.р.  | Ср.р. |
| ---------- | ------ | ----- | ----- |
| Назвиний   | haya   | hayā  | taya  |
| Знахідний  | tayam  | tayām | taya  |
| Орудний    | tayanā | -     | -     |
| Відкладний | tayanā | -     | -     |

| Відмінок  | М.р.   | Ж.р.         | Ср.р.    |
| --------- | ------ | ------------ | -------- |
| Назвиний  | tayaiy | tayā, tayaiy | tayā     |
| Знахідний | tayaiy | tayā, tayaiy | tayā     |
| Родовий   | -      | tayaišam     | tayaišam |
| Давальний | -      | tayaišam     | tayaišam |

Крім того, в давньоперській мові існувала розгалужена система енклітик, що змінювалися за родом, числом і відмінком. Нижче наведено парадигму енклітики 3 особи.
|             | чол.р.     | жін.р.     | сер.р. |
| ----------- | ---------- | ---------- | ------ |
| Однина      |            |            |        |
| Acc.        | -šim, -dim | -šim, -dim | -šim   |
| Instr.-abl. | -šim       |            |        |
| Gen.-dat.   | -šaiy      |            | -šaiy  |
| Множина     |            |            |        |
| Acc.        | -šiš, -diš | -šiš, -diš |        |
| Gen.-dat.   | -šām       | -šām       |        |

## Синтаксис
Усталений порядок слів у реченні: SOV (підмет-додаток-присудок). Наприклад, Adam imām dahayāum vaināmiy «Я бачу цю землю». Непряме доповнення також розташовується між підметом і присудком: Kāra Pārsam ašiyavat «Армія прибула до Персії». Виняток становить поширена конструкція з дієсловом θātiy «каже», що завжди стоїть на початку речення. У присвійній формі визначуване слово стоїть на другому місці: Vištāspahayā puça «Віштаспів син». Прикметник в атрибутивній функції ставиться після іменника: dātam rāstam «справедливий закон», однак можливі винятки: aniyāha bagāha «інші боги». Заперечення перед дієсловом виражається часткою naiy, яка завжди стоїть перед дієсловом: naiy gaubataiy «не називається». Особливо цікавою є номінативна конструкція, всі слова в котрій стоять у номінативі, навіть якщо за змістом потрібен інший відмінок (тут — аблатив): hacā Pirāva nāma rauta «від річки Ніл».

## Лексика
| Праіндоєвропейська     | Праіндоіранська   | Праіранська       | Давньоперська     | Середньоперська | Сучасна перська   | Значення                    |
| ---------------------- | ----------------- | ----------------- | ----------------- | --------------- | ----------------- | --------------------------- |
| *h₂ḿ̥suros mn̥s-dʰéh₂    | *Hásuras mazdʰáH  | *Háhurah mazdáH   | Auramazdā 𐎠𐎢𐎼𐎶𐏀𐎭𐎠 | Ohrmazd 𐭠𐭥𐭧𐭥𐭬𐭦𐭣 | Hormazd هرمزد     | Агура Мазда (верховний бог) |
| *h₁éḱwos               | *Háćwas           | *Hácwah           | asa 𐎠𐎿 / aspa 𐎠𐎿𐎱 | asp             | asb اسب / asp اسپ | кінь                        |
| *kóh₂-mo-s             | *káHmas           | *káHmah           | kāma 𐎣𐎠𐎶          | kām 𐭠𐭬𐭪         | kām کام           | бажання                     |
| *deywós                | *daywás           | *daywáh           | daiva 𐎭𐎡𐎺         | dēv             | div دیو           | біс, злий дух               |
|                        | *ȷ́ráyas           | *jráyah           | draya 𐎭𐎼𐎹         | drayā           | daryā دریا        | море                        |
| *ǵʰós-tos              | *ȷ́ʰástas          | *jástah           | dasta 𐎭𐎿𐎫         | dast 𐭩𐭣𐭤        | dast دست          | рука                        |
| *bʰeh₂g-               | *bʰáǰ-            | *bāǰíš            | bājim 𐎲𐎠𐎪         | bāǰ             | bâz باج / bâj باژ | данина                      |
| *bʰréh₂tēr             | *bʰráHtā          | *bráHtā           | brātā 𐎲𐎼𐎠𐎫𐎠       | brâdar          | barādar برادر     | брат                        |
| *bʰuH-m-is             | *bʰúHmiš          | *búHmiš           | būmiš 𐏏           | būm 𐭡𐭥𐭬         | būm بوم           | область, країна             |
| *mór-tyo-s             | *mártyas / *mŕ̥tas | *mártyah / *mŕ̥tah | martiya 𐎶𐎼𐎫𐎡𐎹     | mard            | mard مرد          | чоловік                     |
| *mḗh₁n̥s                | *mā́Has            | *mā́Hah            | māha 𐎶𐎠𐏃          | māh 𐭡𐭩𐭥𐭧        | māh ماه           | місяць                      |
| *wósr̥                  | *wásr̥             | *wáhr̥ > *wáhār    | vāhara 𐎺𐎠𐏃𐎼       | wahār           | bahâr بهار        | весна                       |
| *sth₂-uh₂-néh₂         | *stʰuHnáH         | *stuHnáH          | stūnā 𐎿𐎬𐎢𐎴𐎠       | stūn            | sotūn ستون        | колона, стовп               |
| *kʷyeh₁-to-s           | *čyaHtas          | *šyaHtas          | šiyāta 𐏁𐎡𐎹𐎠𐎫      | šād             | šād شاد           | щасливий                    |
| *h₂r̥-tós               | *Hr̥tás            | *Hr̥táh            | arta 𐎠𐎼𐎫          | ard 𐭠𐭫𐭲𐭩        | ard اَرد           | істина                      |
| *dʰrewgʰ- > *dʰrówgʰos | *dʰráwgʰas        | *dráwgah          | drauga 𐎭𐎼𐎢𐎥       | drō(g)          | dorōgh دروغ       | брехня                      |
| *ḱwéh₁-dʰ-o-h₁         | *ćwáHdʰaH         | *cwáHdaH          | *spādaʰ           | spah 𐭮𐭯𐭠𐭧       | sepâh سپاه        | військо                     |

### Приклад тексту
| Клинопис | Транскрипція | Аккадською мовою | Переклад                                                                                      |
| -------- | --- | --- | --------------------------------------------------------------------------------------------- |
|          | Da-a-ra-ja-va-u-ša/cha-ša-a-tha-i-ja/ va-za-ra-ka/cha-ša-a-tha-i-ja/cha-ša-a-tha-i-ja-a-na-a-ma/ cha-ša-a-tha-i-ja/da-ha-ja-u-na-a-ma/vi-i-ša-ta-a-sa-pa-ha-ja-a/ pa-u-ca/ha-cha-a-ma-na-i-ša-i-ya/ha-ja/i-ma-ma/ta-ča-ra-ma/a-ku-u-na-u-ša | Da-ri-ia-a-muš Lugal Gal-ú Lugal Lugal.Meš Lugal Kur Kur.Meš ša nap-ha-ri lí-šá-nu gab-bi uš-ta-as-pa a-ha-ma-an-ni-iš-ši-i ša-É a-ga-a i-pu-uš | Дарій, великий цар, цар царів, цар земель, син Віштаспи з роду Ахеменів, побудував цей палац. |